# Dastikoppa, Kalghatgi
Dastikoppa là một làng thuộc tehsil Kalghatgi, huyện Dharwad, bang Karnataka, Ấn Độ.